# Давор Йозич
Давор Йозич (босн. Davor Jozić; нар. 22 вересня 1960, Коніц) — югославський та боснійський футболіст, що грав на позиції захисника. По завершенні ігрової кар'єри — тренер.
Виступав, зокрема, за «Сараєво» та «Чезену», а також національну збірну Югославії, у складі якої був учасником чемпіонату світу та Олімпійських ігор.

## Клубна кар'єра
Народився 22 вересня 1960 року в місті Коніц. Розпочинав займатись футболом у рідному місті у клубі «Ігман», з якого перейшов до «Сараєво». Дорослу футбольну кар'єру розпочав 1979 року в основній команді сараєвського клубу, в якій провів вісім сезонів, взявши участь у 169 матчах чемпіонату і забивши 15 голів. Більшість часу, проведеного у складі «Сараєва», був основним гравцем захисту команди і виграв чемпіонат Югославії в сезоні 1984/85.
Влітку 1987 року Йозич перейшов до італійської «Чезени», за яку зіграв чотири поспіль сезони в Серії А, а після вильоту команди з еліти ще два роки провів у Серії В, провівши загалом 170 матчів у чемпіонату (114 в Серії A і 56 в Серії B).
1993 року Йозич перебрався до Мексики і протягом сезону 1993/94 років захищав кольори клубу «Америка», а завершив ігрову кар'єру у команді «Спеція», за яку у сезоні 1995/96 років зіграв 11 ігор у італійській Серії С.

## Виступи за збірну
12 вересня 1984 року дебютував в офіційних іграх у складі національної збірної Югославії в товариському матчі проти Шотландії (1:6). У 1988 році виступав з олімпійською командою на Олімпійському турнірі в Сеулі, де югослави не вийшли з групи.
У складі національної збірної був учасником чемпіонату світу 1990 року в Італії, де провів усі п'ять ігор і забив 2 голи.
Останній матч за збірну зіграв 1 травня 1991 року проти Данії (1:2) у Белграді в рамках кваліфікації до чемпіонату Європи 1992 року в Швеції. Загалом протягом кар'єри в національній команді, яка тривала 8 років, провів у її формі 27 матчів, забивши 2 голи.
У 1993 році він кілька разів виступав за збірну Боснії та Герцеговини, яка на той час могла грати лише неофіційні матчі, оскільки не була членом ФІФА або УЄФА.

## Кар'єра тренера
По завершенні кар'єри гравця повернувся до «Чезени», де спочатку працював з юнацькими командами, а згодом став асистентом головного тренера першої команди Фабріціо Касторі. Згодом працював у штабах Касторі в інших італійських клубах «Варезе» та «Реджина».
У 2019 році Йозич повернувся в «Чезену», займаючи посаду директора молодіжного відділу.

## Титули і досягнення
- Чемпіон Югославії (1):

«Сараєво»: 1984/85